# Катастрофа C-124 над Атлантичним океаном
Зникнення Douglas C-124 Globemaster II над Атлантикою 1951 року — авіаційна катастрофа літака Douglas C-124A Globemaster II 2-го Ескадрону Спеціальних Операцій Стратегічного Командування ВПС США.
Ця катастрофа стала першою втратою літака цього типу. Також це була перша аварія літака цього типу, яка спричинила жертви.
23 березня 1951 року над Атлантичним океаном у вантажному відсіку літака стався вибух, який призвів до загоряння вантажу. Це змусило екіпаж повітряного судна ухвалити рішення про приводнення. Після вдалого приводнення екіпаж і пасажири розмістилися на рятувальних плотах, на яких була їжа, вода та сигнальні ракети. Але після прибуття рятувальників сам літак і люди безслідно зникли. Було знайдено лише кілька обгорілих ящиків і порожній пліт. Доля екіпажу, пасажирів і повітряного судна невідома досі.

## Катастрофа
У п'ятницю 23 березня 1951 року літак Douglas С-124 з бортовим номером 49-0244, який здійснював трансатлантичний переліт з авіабази Лаймстоун, США на авіабазу Мілденхол, Об'єднане Королівство, повідомив про загоряння ящиків у вантажному відсіку та подав сигнал лиха. Було вирішено скинути ящики з борту літака.
В останньому повідомленні, отриманому о 01:06 (GMT) комунікаційним центром у місті Шеннон, Ірландія було переглянуто орієнтовний час прибуття до місця призначення. Рятувальна операція була розпочата після того, як екіпаж не склав черговий звіт про місце перебування.
Літак був неушкодженим, коли торкнувся поверхні океану. Члени екіпажу й пасажири судна покинули борт літака та розмістилися на п'яти надувних рятувальних плотах. Плоти були обладнані спорядженням для холодної погоди, їжею, водою, сигнальними ракетами та переносними радіоприймачами Gibson Girl.

## Рятувальна операція
Незабаром після катастрофи пілот В-29 з Ірландії у двох радіоповідомленнях доповів про помічені уламки, рятувальні плоти, сигнальні вогні та повідомив про чотири різних розташування у районі пошуків. Його літак не було оснащено рятувальними човнами чи провізією, але деякі інші у цьому регіоні були. Деякий час пілот кружляв над місцем події, але змушений був повернутися на базу з огляду на критично малий залишок пального.
Жоден інший літак або корабель Сполучених Штатів Америки чи Союзників не прибув на місце події протягом понад 19 годин.
Пілот В-29, який був відправлений на місце катастрофи, повернувся до штаб-квартири рятувальної операції у Шенноні з повідомленням про те, що ні уламків, ні плотів у вказаному місці виявлено не було. Це був лейтенант Гершель Лемб з Твін Фоллс, Айдахо. Представники Військово-Повітряних Сил США сказали, що така невідповідність може бути наслідком помилок навігації або дрейфу уламків.
24 березня була хороша видимість, проте море було бурхливим. Представники ВПС висловлювали побоювання, що ті, хто вижив, можуть загинути від незахищенності.
П'ять кораблів вирушили до району, де за повідомленням мусив бути літак. Два з п'яти кораблів були транспортними суднами США (General Muir та Golden Eagle), британський підводний човен Thule та два міжнародні метеорологічні кораблі: Jig та Charlie. Коли кораблі прибули, вони виявили лише обвуглені ящики та частково спущений рятувальний пліт. Лише кілька невеликих шматків уламків було знайдено за 800 км від західного узбережжя Ірландії.
На пошуки постраждалих і на прочісування океану була напрямлена група з Douglas C-54 та Boeing B-17 споряджених рятувальними човнами, які можуть бути спущені парашутом. Також, навколо району пошуків кружляв Boeing B-29, координуючи дії інших літаків. Пілот B-29 невдовзі доповів про спалахи та уламки. Також, пілот доповів про виявлений, на його думку, рятувальний пліт. За його свідченнями, свою знахідку він зробив о 0:45, практично через 24 години після останнього повідомлення від зниклого літака. Відносно першої доповіді про місцезнаходження потерпілих уламки та вогні були знайдені на 110 км ближче західного берегу Ірландії. Майор Говард Стефансон, командувач рятувальною місією з повітря з боку США, виказав сумніви щодо достовірності свідчень пілота B-29 з огляду на темряву.
Кораблі та літаки продовжували пошуки наступні кілька днів, але жодного тіла знайдено не було. Люди з С-124 безслідно зникли.